# 青森県総務部
青森県総務部（あおもりけんそうむぶ）は青森県に置かれている知事直轄の部局である。

## 概要
戦前には内務省の直轄の下で内務部、経済部、警察部の3部制であったが、戦後の改変で総務部が設置された。

## 職務
所掌
青森県部等設置条例（平成28年4月1日条例第10号）第2条第1項に事務分掌が規定されている。
```
（部等の事務分掌）
第2条 部の分掌事務は、次のとおりとする。
（1）総務部
一 職員の人事及び
福利厚生
に関する事項。
二 
議会
及び県の
行政
一般に関する事項。
三 県の
予算
、
税
その他の
財務
に関する事項。
四 
市町村
その他公共団体の行政一般に関する事項。
五 条例の立案その他他の部等の主管に属しない事項。
```

## 組織

### 財政課
所掌
```
（財政課の分掌事務）
1．
県議会
に関すること。
2．県
財政
に関すること。
3．主要な施策の成果を説明する書類、財政報告書等の作成に関すること。
4．
債権
及び基金の総括に関すること。
5．部内の支出負担行為（
旅費
、需用費のうち消耗品、燃料、印刷製本及び修繕に係るもの、役務費のうち電話料金に係るもの、使用料及び賃借料のうち
タクシー
の借上げに係るもの等各課に共通する経費に係るものに限る）及び支出命令並びに物品の管理に関すること（支出負担行為及び支出命令に関する事務中人事課の分掌に係る事務を除く）。
6．県外事務所の総括的管理に関すること。
```

### 秘書課
所掌
```
（秘書課の分掌事務）
1．
知事
及び
副知事
の秘書に関すること。
2．庁議及び次長連絡会議に関すること。
```

### 人事課
所掌
```
（人事課の分掌事務）
1．
皇室
に関すること。
2．
行政組織
及び職務権限に関すること。
3．職員の任免、分限、懲戒、服務、給与、勤務時間その他の勤務条件に関すること。
4．職員の定数に関すること。
5．
恩給
、退職手当及び
公務災害補償
等に関すること。
6．職員の
保健
及び
福利厚生
に関すること。
7．県及び
市町村
の職員の研修に関すること（他課の分掌に係る事務を除く）。
8．
地方職員共済組合
及び
地方公務員災害補償基金
に関すること。
9．
賞じゅつ
に関すること。
10．
行政事務
及び職員の服務の監察に関すること。
11．県職員（県費負担
教職員
を含む）に対する
児童手当
の支給に関すること。
12．2以上の部又は局にわたる主管の明らかでない事務を所掌する部又は局の決定に関すること。
13．報酬、給料、職員手当等、共済費、賃金及び
旅費
に関する支出負担行為及び支出命令に関すること（電子計算組織により処理される事務その他の
知事
が指定する事務に限る）。
14．職員委員会及び特別職報酬等審議会に関すること。
```

### 行政経営課
所掌
```
（行政経営課の分掌事務）
1．
行政改革
の総括に関すること。
2．行政管理の改善に関すること。
3．その他行政経営品質の向上に関すること。
4．
外部監査契約
に関すること。
5．
公社
等の統廃合に関すること。
6．公社等の運営改善の総括に関すること。
7．公社等との連絡調整に関すること。
8．その他公社等の改革の推進に関すること。
9．
高度情報化
の総合的な企画、調整及び連絡に関すること（他課の分掌に係る事務を除く）。
10．高度情報化の総合的な推進に関すること（他課の分掌に係る事務を除く）。
11．電子計算組織による
情報処理システム
の開発の企画及び総合調整に関すること。
12．電子計算組織（他課及び出先機関（地域県民局にあっては、部）の管理に係るものを除く）の管理及び運営に関すること。
13．電子計算組織に関する啓もう及び指導に関すること。
14．
社会保障・税番号制度
に係る事務の総括に関すること。
15．
小規模施設特定有線一般放送
に関すること。
```

### 総務学事課
所掌
```
（総務学事課の分掌事務）
1．文書の取扱い、
行政文書
の管理及び
歴史
公文書
の保存等の総括に関すること。
2．
公印
の管守に関すること。
3．
官報
報告及び県報発行に関すること。
4．条例の立案に関すること。
5．規則、訓令、告示その他文書の審査に関すること。
6．
損害賠償
事務の総括に関すること。
7．
行政書士
に関すること。
8．行政手続の総括に関すること。
9．
行政不服審査
の総括に関すること。
10．
栄典
及び
褒賞
に関すること。
11．
私立学校
に関すること。
12．就学前の子どもに関する教育、保育等の総合的な提供の推進に関すること（
私立の幼稚園
に係る
認定こども園
に関する事務に限る）。
13．大学の整備促進に関すること。
14．行政文書の開示に係る事務の総括に関すること。
15．行政資料の収集、整備及び提供に関すること。
16．
個人情報の保護
に係る事務の総括に関すること。
17．工事検査課の人事及び
予算
（支出負担行為及び支出命令に関する事務を除く）並びにその他の庶務の整理に関すること。
18．公文書センターに関すること。
19．
私立学校審議会
、
情報公開・個人情報保護審査会
及び
行政不服審査会
に関すること（情報公開・個人情報保護審査会に関する事務中市町村課の分掌に係る事務を除く）。
20．部内他課の主管に属しない事務に関すること。
```

### 税務課
所掌

### 市町村課
所掌
```
（市町村課の分掌事務）
1．
市町村
の
行政
、
財政
及び
税政
に係る助言等に関すること。
2．
市町村の廃置分合
及び境界変更に関すること。
3．新たに生じた土地の確認に関すること。
4．
住居表示
に関すること。
5．
住民基本台帳
に関すること。
6．
市町村職員共済組合
の監督に関すること。
7．市町村の
地方交付税
に関すること。
8．
市町村の起債
に関すること。
9．
国有資産等所在市町村交付金
に関すること。
10．
国有提供施設等所在市町村助成交付金
に関すること。
11．
地方揮発油譲与税
、
特別とん譲与税
、
自動車重量譲与税
、
航空機燃料譲与税
及び
森林環境譲与税
に関すること（地方揮発油譲与税、自動車重量譲与税、航空機燃料譲与 税及び森林環境譲与税に関する事務にあつては、市町村に係るものに限る）。
12．
自衛官
の募集及び
自衛隊
への工事等の委託に係る事務に関すること。
13．市町村が設立する土地開発公社に関すること。
14．市町村の
公営企業
に関すること。
15．
特別地方公共団体
に関すること。
16．市町村の広域行政に関すること。
17．市町村の振興計画に関すること。
18．固定資産評価審議会、
情報公開・個人情報保護審査会
及び
自治紛争処理委員
に関すること（情報公開・個人情報保護審査会に関する事務中市町村課の分掌に係る事務に限る）。
```

### 財産管理課
所掌

### 工事検査課
所掌
```
（工事検査課の分掌事務）
1．
土木工事
、
建築工事
その他の
工事
の検査に関すること。
```